# Zacherlfabrik

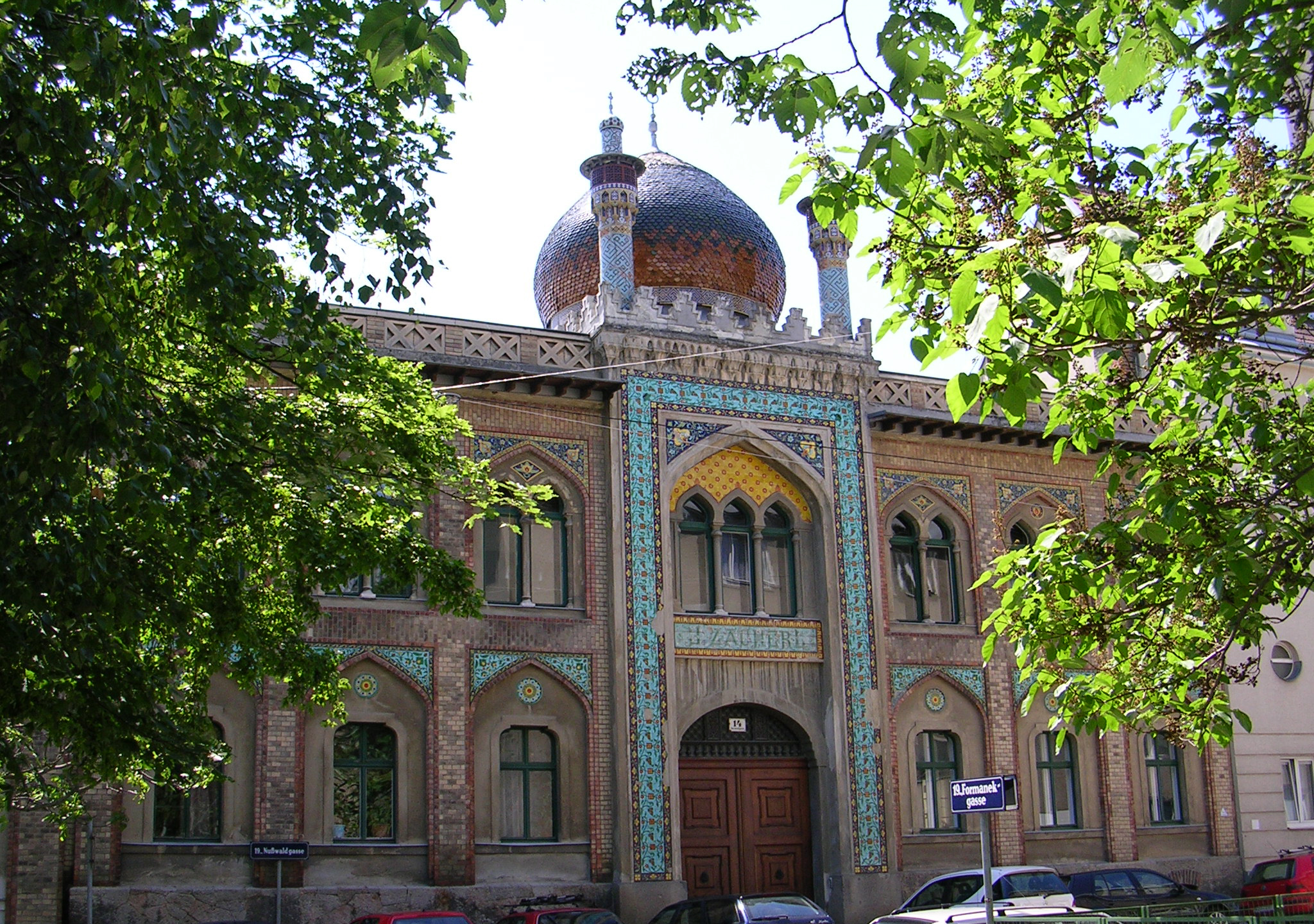
Le Zacherlfabrik dans la Nusswaldgasse.

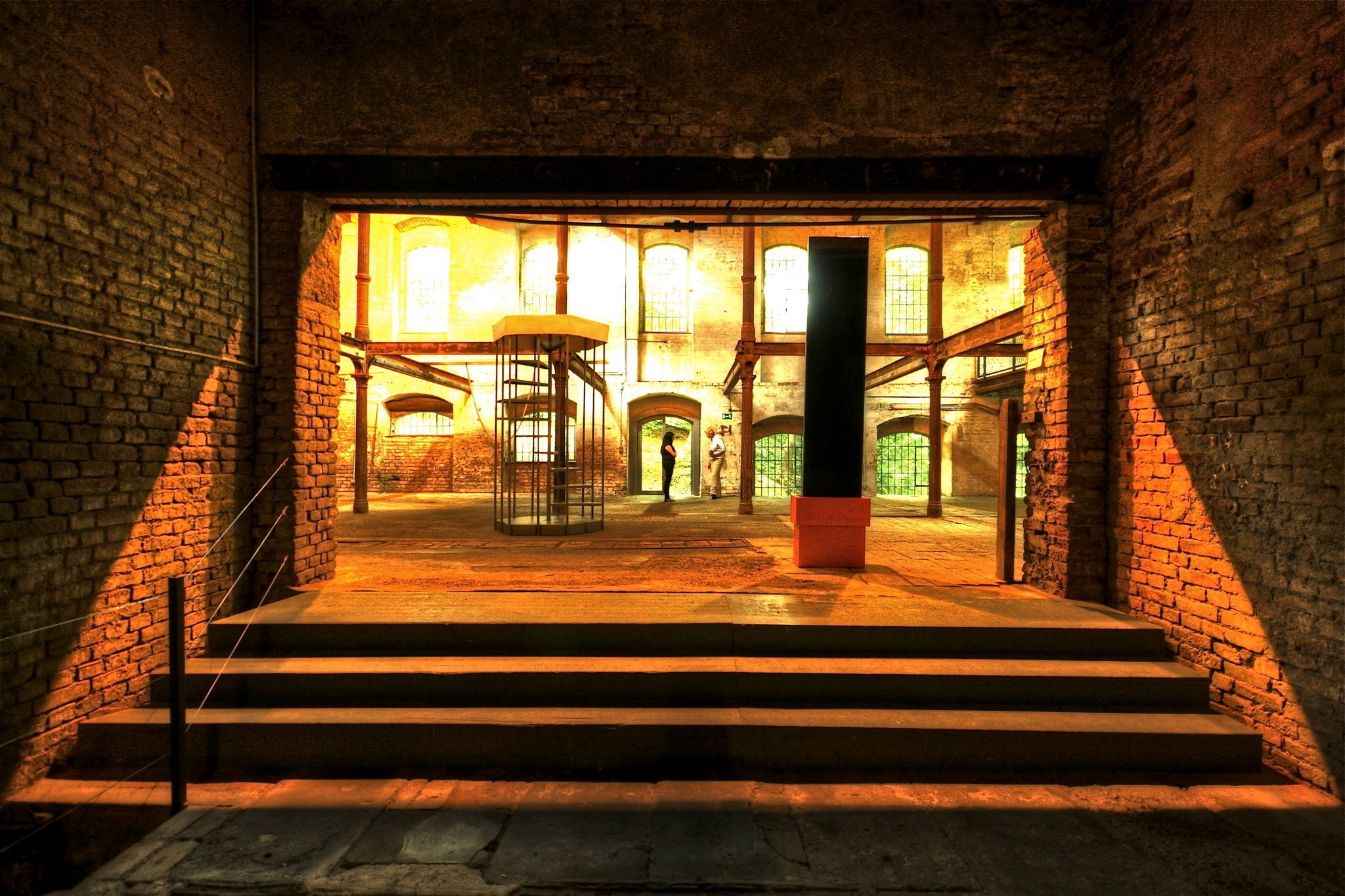
Exposition dans la Zacherlfabrik.

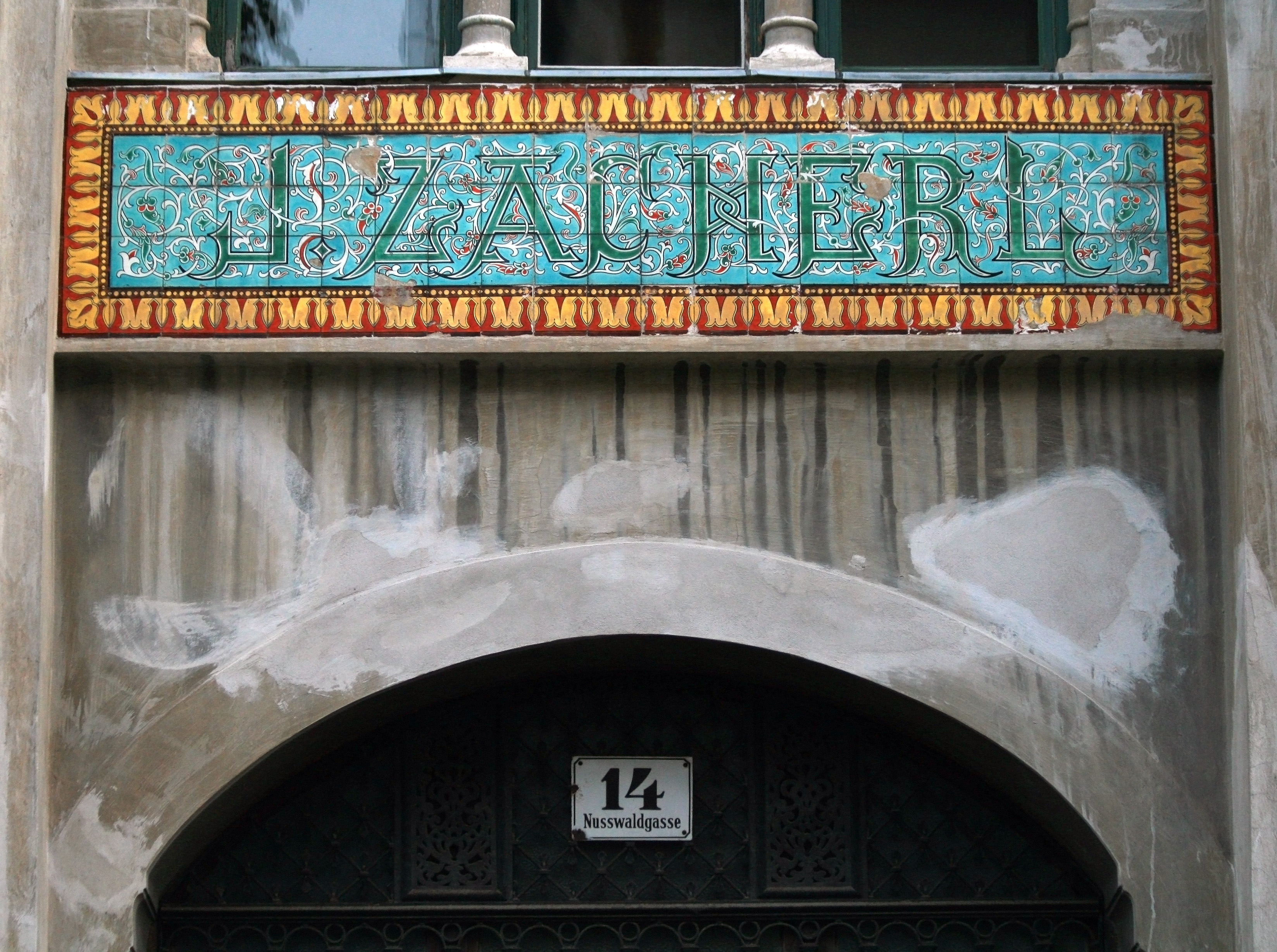
Inscription J. Zacherl sur le portail.

La Zacherlfabrik est un bâtiment de style néo-mauresque situé à Vienne, en Autriche, dans le quartier de Döbling. 

## Histoire
Johann Zacherl a fait le commerce de la poudre d'insecte pyrèthre de Tbilissi à partir de 1842. En 1870, il commença à produire sa poudre de mite « Teinture de destruction d'insectes de Zacherl » (« Zacherlin ») à Unterdöbling. Dans son usine en 1873, il produisait déjà six cents tonnes de poudre d'insectes avec quatre ouvriers. Pour vendre la poudre, il a ouvert des magasins à Paris, Constantinople, Amsterdam, Londres, New York et Philadelphie. En 1880, Zacherl céda l'entreprise à son fils Johann Evangelist. L'usine de production de la poudre d'insecte a été reconstruite entre 1888 et 1892. L'aile administrative côté rue du bâtiment industriel construit par Karl Mayreder selon la conception de Hugo von Wiedenfeld est l'un des rares exemples d'historicisme orientalisant à motivation commerciale dans l'architecture européenne, similaire à l'usine de cigarettes Yenidze à Dresde. Le Wienerberger Ziegelfabrik a produit les carreaux de céramique utilisés pour revêtir la façade et le dôme du toit. 
Outre la production de poudre d'insectes, Johann Evangelist Zacherl a ouvert le nettoyage, la réparation et le stockage des fourrures et des tapis. De 1903 à 1905, il fit construire une boutique municipale (Zacherlhaus) sur Wildpretmarkt (dans l'Innere Stadt de Vienne). Après la Première Guerre mondiale, les ventes de poudre d'insectes ont chuté en raison des tarifs élevés et du boom de l'industrie chimique. Après la mort de son père en 1936, Gregor Zacherl reprend l'usine, dans laquelle il fait également fabriquer des fixations de ski à partir de 1933. En 1949, Gregor Zacherl a remis sa licence commerciale et est décédé en 1954. L'entreprise elle-même a été radiée du registre du commerce en 1958. 

### Époque contemporaine
Après que le bâtiment de l'usine dans un grand jardin soit resté vide pendant des décennies, Veronika et Peter Zacherl ont ouvert la Zacherlfabrik pour des projets artistiques en 2006 en coopération avec le Jesuit Art Fund. Jusqu'à l'été 2013, des expositions et des soirées musicales étaient organisées chaque année pendant les mois d'été. Aucun événement n'a eu lieu depuis fin 2013 en raison d'exigences officielles auxquelles les propriétaires ne pouvaient répondre. En 2019, le Zacherlfabrik a été utilisé pour des performances dans le cadre du festival de danse Impulstanz.

Publicités pour l'insecticide Zacherlin
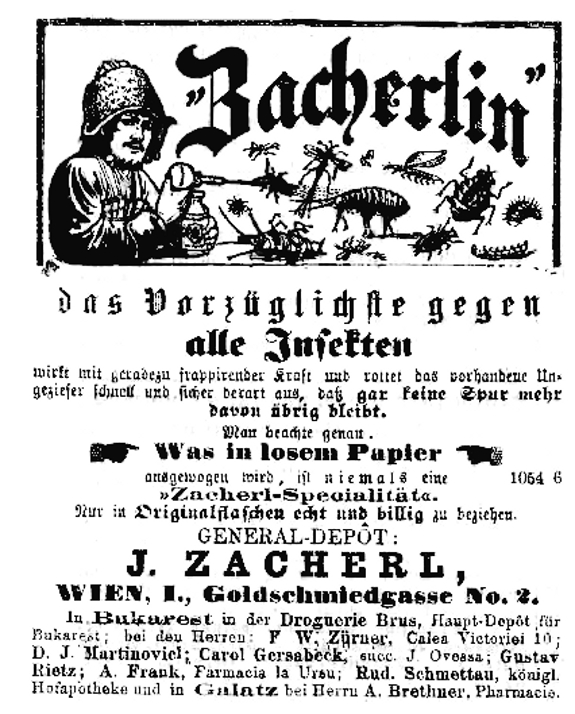
Journal Zacherlin (1885).
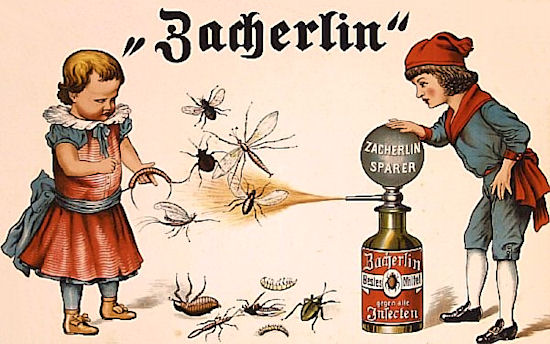
1907.
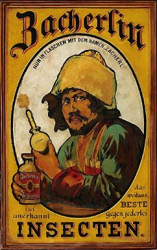
1910.

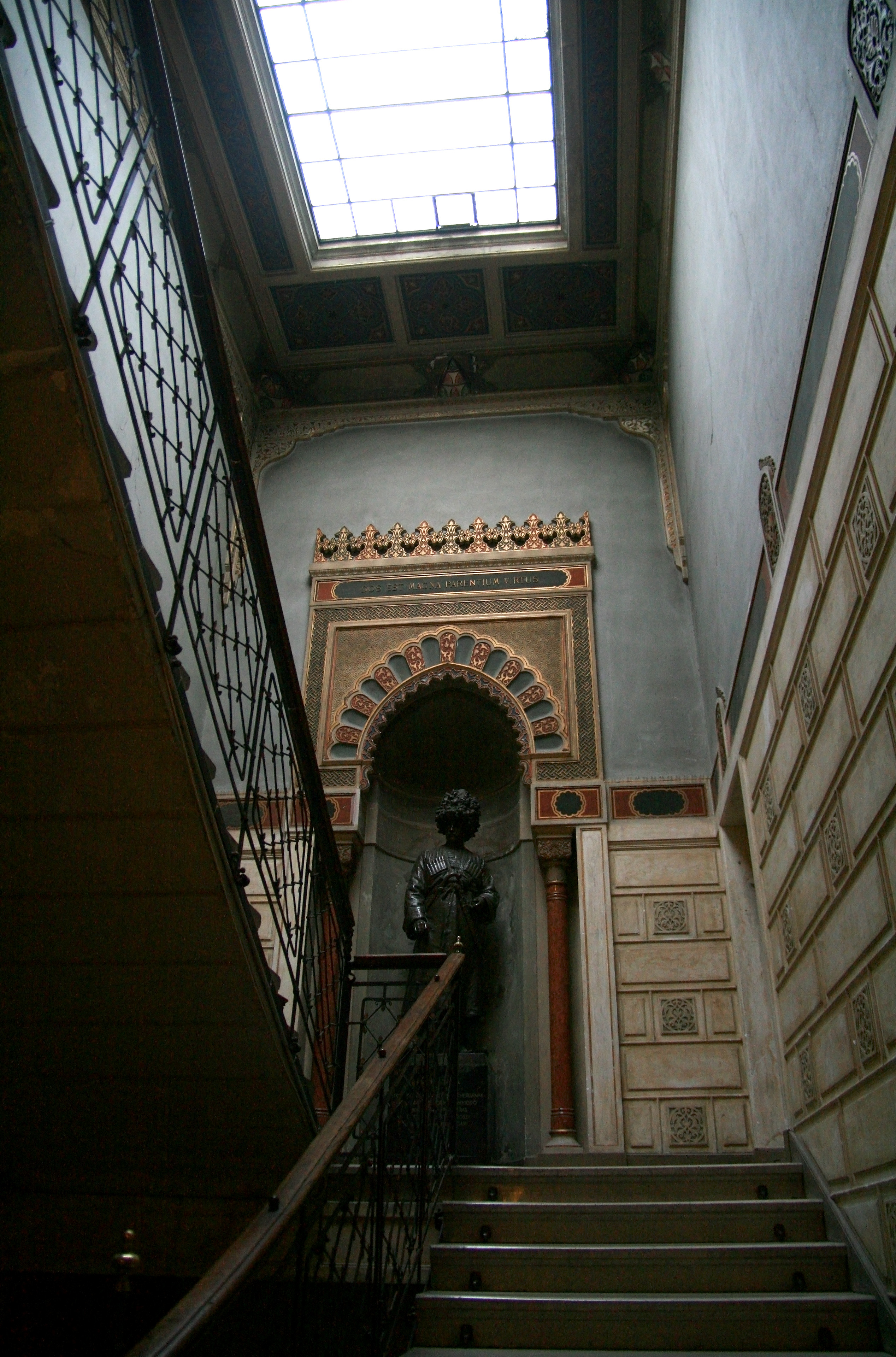
Escalier avec une statue de Johann Zacherl.
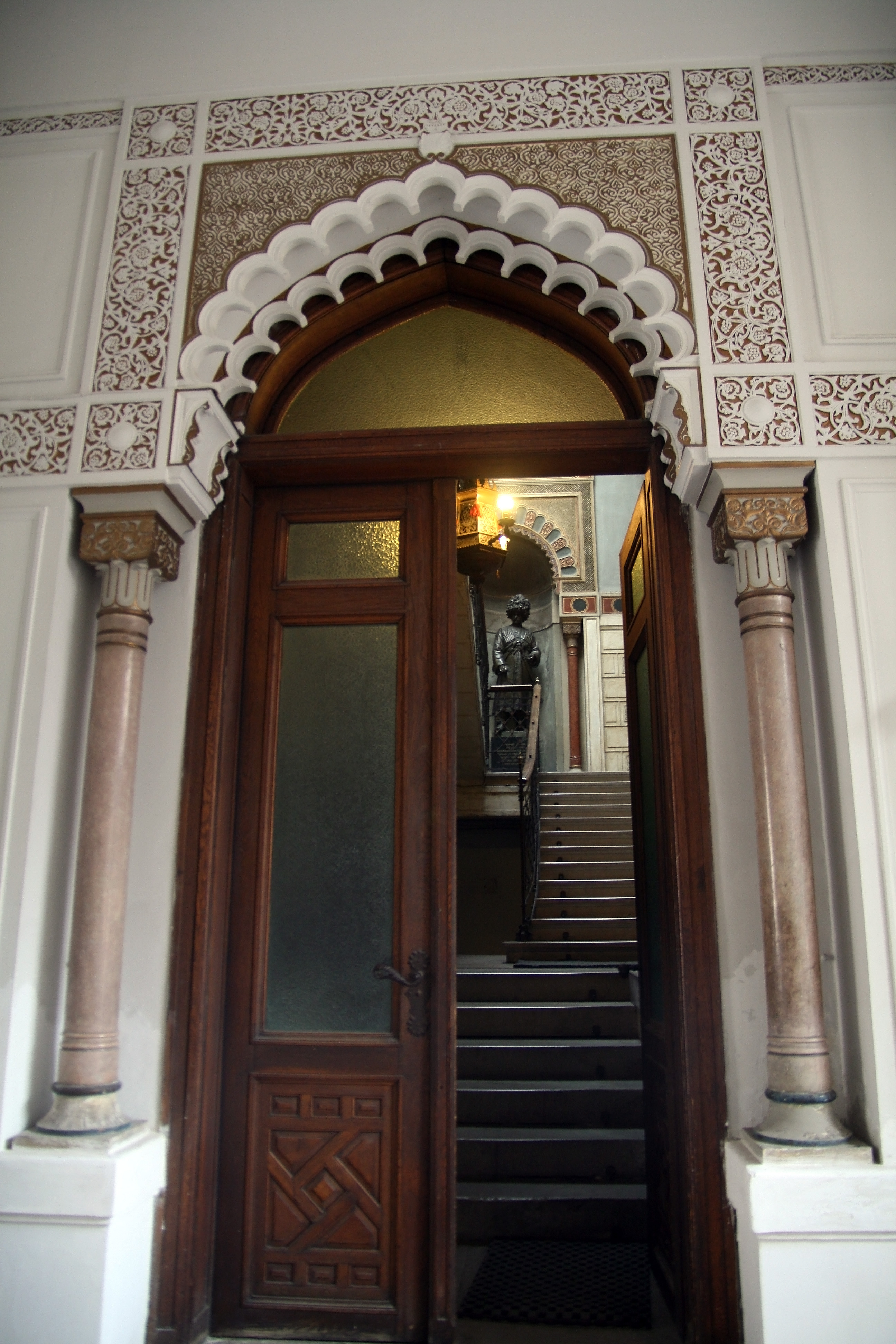
Portail intérieur.
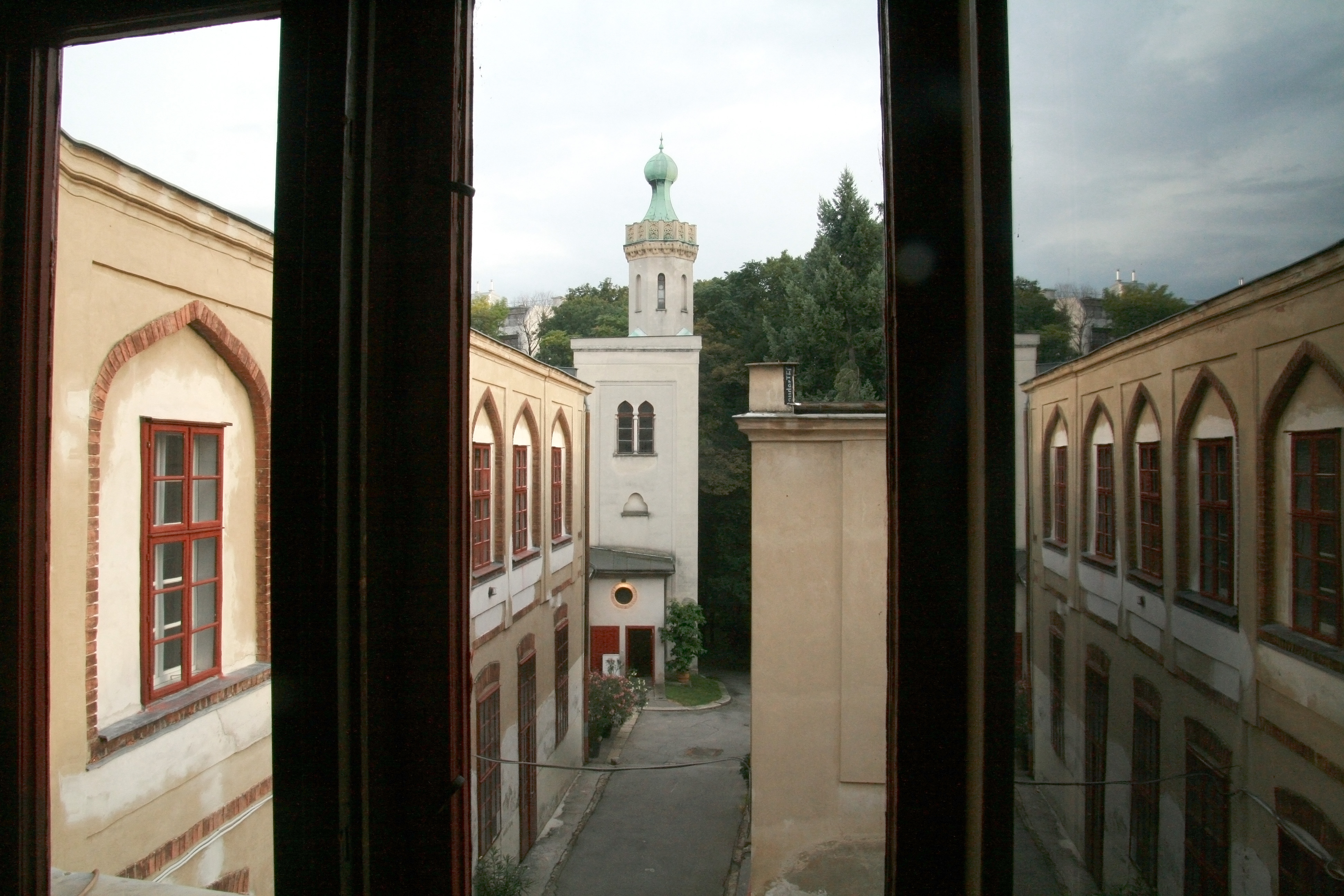
Vue des locaux de l'usine.